# Meganoton yunnanfuana
Meganoton yunnanfuana là một loài bướm đêm thuộc họ Sphingidae. Loài này có ở phía nam Trung Quốc (Vân Nam) và phía bắc Việt Nam.